# NGC 3168
NGC 3168 é uma galáxia elíptica (E) localizada na direcção da constelação de Ursa Major. Possui uma declinação de +60° 14' 06" e uma ascensão recta de 10 horas, 16 minutos e 23,0 segundos.
A galáxia NGC 3168 foi descoberta em 25 de Março de 1832 por John Herschel.